# لنتینگ
لنتینگ (به آلمانی: Lenting) یک شهر در آلمان است که در آیشتت واقع شده‌است.

## خصوصیات
لنتینگ ۸٫۴۷ کیلومترمربع مساحت دارد ۳۸۵ متر بالاتر از سطح دریا واقع شده‌است.